# ご令息の死に際してラ・モット・ル・ヴァイエへ捧げるソネ
『ご令息の死に際してラ・モット・ル・ヴァイエへ捧げるソネ』（仏語原題：  A M. La Mothe Le Vayer, sur la mort de son fils  ）は、モリエールによるソネ。1664年発表。

## 内容
| フランス語原文                                           | 日本語訳                                                                   |
| -------------------------------------------------------- | -------------------------------------------------------------------------- |
| Aux larmes, Le Vayer, laisse tes yeux ouverts :          | 涙は流れるままにさせておきましょう、ル・ヴァイエ殿。                       |
| Ton deuil est raisonnable, encor qu'il soit extrême ;    | あなたが悲嘆に暮れるのはもっともです、これ以上ないほどの悲しみですから;    |
| Et, lorsque pour toujours on perd ce que tu perds,       | もしあなたが失ったものを、永久に失ってしまえば、                           |
| La Sagesse, crois-moi, peut pleurer elle-même.           | ソフィアでさえ、耐えられずに哀哭してしまうでしょう。                       |
| On se propose à tort cent préceptes divers               | たくさんの様々な教えに影響されて、乾いた眼で                               |
| Pour vouloir, d'un oeil sec, voir mourir ce qu'on aime ; | 愛する人の死を見つめようとするのは間違っています;                          |
| L'effort en est barbare aux yeux de l'univers            | そのような努力は神々からすれば、野蛮な人間のすることで                     |
| Et c'est brutalité plus que vertu suprême.               | 最高の美徳というよりむしろ、蛮行なのです。                                 |
| On sait bien que les pleurs ne ramèneront pas            | 予期しない死に襲われたご令息は                                             |
| Ce cher fils que t'enlève un imprévu trépas ;            | どれほど泣いても戻ってこないことはよくわかっています;                      |
| Mais la perte, par là, n'en est pas moins cruelle.       | ですが、ご令息を失った哀しみがそれによって和らぐわけではありません。       |
| Ses vertus de chacun le faisaient révérer ;              | 誰もがみな、ご令息の美徳に敬意を抱いていました;                            |
| Il avait le coeur grand, l'esprit beau, l'âme belle ;    | 寛容で、高潔で、美しいこころの持ち主でした;                                |
| Et ce sont des sujets à toujours le pleurer,             | そのような美徳の持ち主であったからこそ、いつまでもその死が悼まれるのです。 |

## 成立過程
フランソワ・ド・ラ・モット・ル・ヴァイエはリシュリューに重用され、ルイ14世、オルレアン公フィリップ1世ら兄弟の家庭教師を務めた作家である。彼の一人息子は神父であったが、1664年9月に35歳で死去した。このソネはその死に際してフランソワのために作られたものであるが、初めて世間に公表されたのはモリエールの死後、1678年のことであった。このソネの第2節（Et c'est brutalité plus que vertu suprême. まで）は、1671年制作の戯曲『プシシェ』に転用されている。

## 日本語訳
- 『ご令息の死に際してラ・モット・ル・ヴァイエへ捧げるソネ』秋山伸子訳、（モリエール全集 第4巻 所収）、臨川書店、2000年、ISBN 4-653-03714-0